# Sunderland grófja
A Sunderland grófja cím kétszer jött létre az angol főrendben. Először 1627-ben hozták létre Emanuel Scrope, Bolton 11. Scrope bárója számára. Ez a grófi cím 1630-ban, Scrope halálával kihalt, míg a bárói cím vagy kihalt, vagy alvóvá vált . A második létrehozásra 1643-ban került sor, amikor a királypárti katona, Henry Spencer, Wormleightoni 3. Spencer bárója számára adományozták a címet.

## Első létrehozás (1627)
Emanuel Scrope, Sunderland 1. grófja
Emanuel Scrope (1584. augusztus 1. – 1630. május 30.) Bolton 10. bárója tanulmányait a Cambridge-i Egyetemen végezte, majd politikai pályára lépett. 1609-ben apja halála után örökölte a Bolton bárói címet, és ezzel helyet kapott a Lordok Házában. 1627-ben I. Károly király minden különösebb tett vagy érdem nélkül Sunderland grófjává emelte. A címhez tartozott a yorkshire-i Bolton uradalom Yorkshire-ben. Röviddel a grófi cím elnyerése után, 1630-ban elhunyt, mivel nem volt férfi utóda, a Sunderland grófi cím kihalt, a Bolton báróság is vitatottá vált. Emanuel Scrope különösen emlékezetessé vált az angol nemesség történetében azzal, hogy jelentős vagyonát nem törvényes örököseinek, hanem törvénytelen gyermekeinek hagyta, ami a későbbi öröklési vitákhoz és a Scrope-vagyon részbeni széthullásához vezetett.
Szeretőjétől született mindhárom leányánk – Mary, később Winchester márkinéja, Elizabeth, később Rivers grófnéja és Annabella, később Lady Annabella Howe – voltak leszármazottjai. A Bolton-kastélyt egy további törvénytelen lányágon keresztül a Bolton hercegek utódja, Winchester márki birtokolja. Langart a Howe bárónő örökölte, leszármazottja 1818-ban eladta a birtokot.

## Második létrehozás (1643)
A Spencer család fontos őse John Spencer (1455–1522) , aki megszerezte a warwickshire-i Wormleighton uradalmat és a northamptonshire-i Althorp-birtokot. Unokája, Sir John Spencer (1524–1586) Northamptonshire megye képviselőjeként szolgált a parlamentben. Az ő unokája, Robert Spencer a XVI. század végén Brackley képviselője volt a parlamentben, 1603-ban az angol főnemesség tagjává emelték Wormleighton Spencer báróként. Halála után legidősebb életben maradt fia, William lett a második báró, aki korábban szintén Northamptonshire képviselője volt. Az ő legidősebb fia volt a fent említett harmadik báró, akit 1643 júliusában Sunderland grófjává tettek az angol főnemességben, ám még ugyanazon év szeptemberében elesett a newbury-i csatában. Címét egyetlen, kétéves fia, Robert örökölte, aki később jelentős államférfi lett, és négy alkalommal is ellátta a déli titkárság államtitkári tisztségét.
Charles, a harmadik Sunderland gróf szintén jelentős politikai szerepet töltött be. Írország helytartója, Lordpecsétőr, az északi és a déli titkárság államtitkára, a Titkos tanács elnöke és az első pénzügyminiszter (First Lord of the Treasury) is volt. Politikai pályafutását azonban derékba törte az 1720-as Déltengeri Buborék botrány. Sunderland grófja második feleségül Anne Churchillt, John Churchill, Marlborough 1. hercege és Sarah Jennings második leányát vette el. Az 1716-ban elfogadott külön törvény lehetővé tette, hogy a Marlborough herceg cím herceg leányaira és azok fiára is átszálljon.
A harmadik gróf után legidősebb életben maradt fia, Robert lett a negyedik Sunderland grófja. Ő 1729-ben, 27 éves korában nőtlenül hunyt el, így öccse, Charles örökölte a címet mint ötödik gróf. 1733-ban anyai nagynénje, Henrietta Churchill, Marlborough 2. hercegnője halálával Charles lett Marlborough 3. hercege. Ettől kezdve a Wormleighton Spencer bárói cím és a Sunderland grófi cím a hercegi rang mellékcímeivé váltak. A Sunderland grófja címet a herceg legidősebb, férfiági unokája használja udvariassági címként.
A harmadik Sunderland gróf negyedik fia, John Spencer 1733-ban örökölte a család northamptonshire-i birtokait, amikor bátyja átvette a hercegi címet. John fia, szintén John, 1765-ben megkapta a Spencer grófja címet.
Robert Spencer, Wormleighton 1. Spencer bárója KG
Robert Spencer, Wormleighton 1. bárója (1570 – 1627. október 25.) a northamptonshire-i megyei Althorpban született. Brackley parlamenti képviselője 1597–1598 között. Ezt követően 1600-ban a megye katonai biztosává nevezték ki, 1601–1602 között pedig Northamptonshire főbírájaként szolgált. Ugyanebben az évben lovaggá ütötték, majd 1603-ban annak a küldöttségnek volt tagja, amely Stuttgartban I. Frigyes, Württemberg hercegének átadta a Térdszalagrendet.
1603. június 25-én Althorpban vendégül látta Anna királynét (Anne of Denmark) és Henrik Frigyes walesi herceget, akik számára Ben Jonson „The Satyr” című maszkjátékát mutatták be. Még ugyanebben az évben, 1603. július 21-én nemesi rangra emelték, és megkapta a Wormleighton Spencer bárója címet, amelyet – saját elmondása szerint – azért adományoztak neki, mert „ő volt a leggazdagabb pénzember Angliában”. Politikai nézetei a parlamenti szabadságjogokat védelmező hagyományokat követték, ami miatt a Lordok Házában híres pengeváltása volt Arundel grófjával. Élete későbbi szakaszában diplomáciai feladatokat is ellátott: 1607-ben Hágába küldték, hogy Sir Ralph Winwooddal együtt részt vegyen a spanyol–németalföldi béketárgyalásokon.
Vagyonát elsősorban mezőgazdasági birtokainak és állattartásának köszönhette, különösen Wormleighton és Althorp környékén, ahol vidéki birtokait „erényes udvarrá” nemesítette. 1606-ban felvételt nyert a Lincoln's Inn jogi intézménybe is, ezzel is megerősítve társadalmi és politikai pozícióját. 1587-ben vette feleségül Margaret Willoughbyt, akitől hét gyermeke született. 1627-ben halt meg Wormleightonban, majd Althorpban temették el.
William Spencer, Wormleighton 2. Spencer bárója
William Spencer (1591. január 4. – 1636. december 19.) a Magdalen College-ben tanult Oxfordban, majd 1610-ben bátyjával, Johnnal Franciaországba utazott. Testvére halála után ő lett a családi cím örököse. 1614-ben a brackley-i választókerület képviselőjeként bekerült a parlamentbe, majd Northamptonshire képviselőjeként 1620 és 1626 között több ciklusban is tevékenykedett. Kétszer is betöltötte Northamptonshire alhadnagyi tisztségét, és 1616-ban a Bath-rend lovagjává ütötték.
1627. október 25-én örökölte apjától a bárói címet, és ezzel belépett a Lordok Házába. 1615-ben feleségül vette Lady Penelope Wriothesley-t, a híres költőpártfogó Henry Wriothesley, Southampton 3. grófja leányát. Házasságukból több gyermek született. William Spencer 1636. december 19-én hunyt el.

### Henry Spencer, Wormleighton 3. Spencer bárója, Sunderland 1. grófja

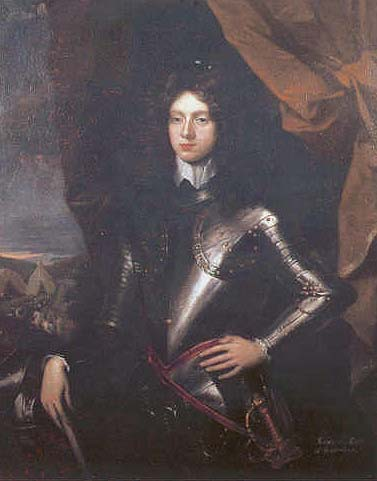
Henry Spencer, Sunderland 1. grófja, Walker 17. századi portréján. Robert Walker olajfestménye

Henry Spencer (1620. október – 1643. szeptember 20.) Althorpban született, az oxfordi Magdalen College-ban tanult, ahol 1636-ban MA fokozatot szerzett. Ezt követően örökölte apja bárói címét. 1639-ben feleségül vette Dorothy Sidneyt, Robert Sidney, Leicester 2. grófja lányát. Boldog házasságukból három gyermek született.
A parlament 1642 márciusában kinevezte Northamptonshire hadnagyává, de hamarosan csatlakozott I. Károly királyhoz. Részt vett az angol polgárháborúban. Harcolt az edgehilli csatában, majd szolgálataiért, számos forrás szerint 3000 fontért 1643. június 8-án Sunderland grófjává emelték. Részt vett Gloucester ostromában, majd a newburyi csatában önkéntesként csatlakozott a király testőrségéhez. 1643. szeptember 20-án, mindössze 22 évesen egy ágyúgolyó végzett vele. Clarendon szerint „...fiatal kora ellenére nagy vagyona volt, korán mutatkozott meg ítélőképessége, és becsületből szolgálta a királyt, annak testőrségében harcolva esett el.”.

### Robert Spencer, Sunderland 2. grófjaKGPC

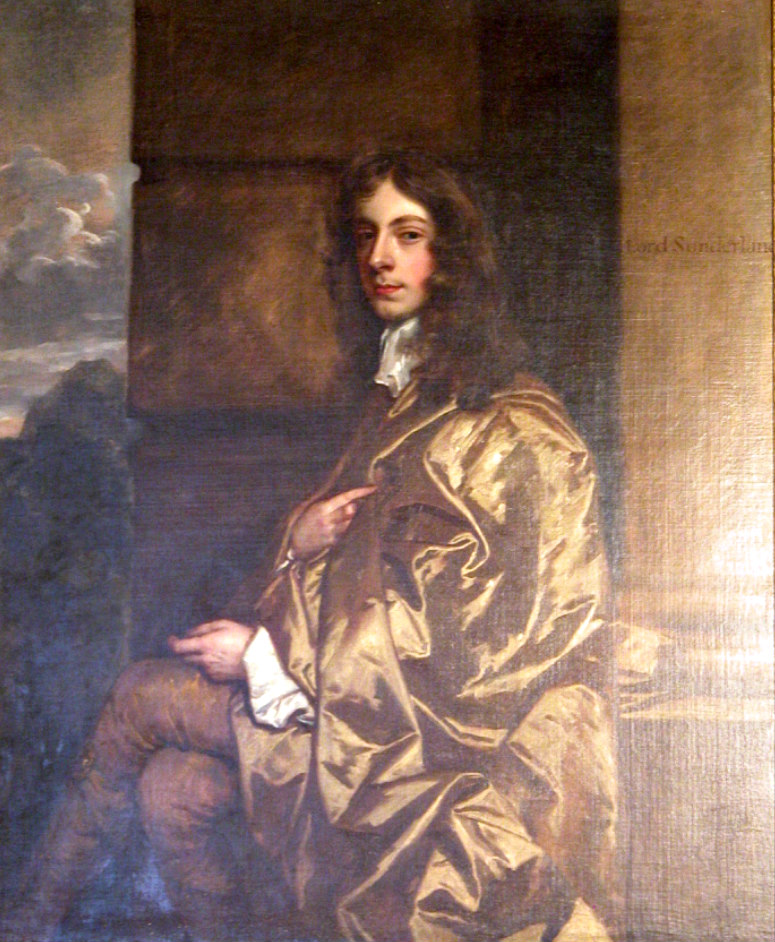
Robert Spencer, Sunderland 2. grófja

Robert Spencer (1641 – 1702. szeptember 28-án) három uralkodó – II. Károly, II. Jakab és III. Vilmos – idején töltött be magas állami tisztségeket. Apját a polgárháborúban veszítette el, háromévesen örökölte a címet. Oxfordban tanult, majd belépett a hadseregbe, és hamarosan diplomáciai karrierbe kezdett: nagykövet volt Madridban, Párizsban és a Németalföldön is.
Kiemelkedő politikai képességei és gyors döntéshozó készsége révén hamar a legbefolyásosabb államférfiak közé emelkedett. Volt északi, majd déli államtitkár, Warwickshire és Staffordshire hadnagya, a Titkos tanács tagja, sőt 1685–1688 között az Államtanács elnöke. 1687-ben a Térdszalagrend lovagjává avatták. Bár protestáns volt, 1688-ban nyilvánosan katolizált, hogy elnyerje II. Jakab bizalmát, de az év végén kegyvesztett lett, és Hollandiába menekült. Ott felajánlotta szolgálatait Orániai Vilmosnak, aki 1691-ben visszahívta, és újra udvari tisztségekbe emelte.
A Stuartok alatti elvtelen politikai lavírozásai miatt kortársai – köztük Burnet püspök és Anna hercegnő – gyakran tartották megbízhatatlannak és számítónak, bár kivételes tehetségét senki sem vitatta. A hatalom középpontjában érezte otthon magát, de a II. Jakab való közelsége sokáig árnyékot vetett rá. III. Vilmos azonban értékelte őszinte tanácsait, és politikai tanácsadóként is támaszkodott rá, különösen a whig párti kormányzati politika kialakításában.
Sunderland 1697-ben vonult vissza végleg a közélettől, és Althorpban élt visszavonultan haláláig. Felesége Anne Digby, Bristol 2. grófjának leánya volt, akivel öt gyermeke született. Bár politikai pályafutása során sok ellenséget szerzett, személyes életében hűséges férj és gondos családapa volt.

### Charles Spencer, Sunderland 3. grófjaKGPC

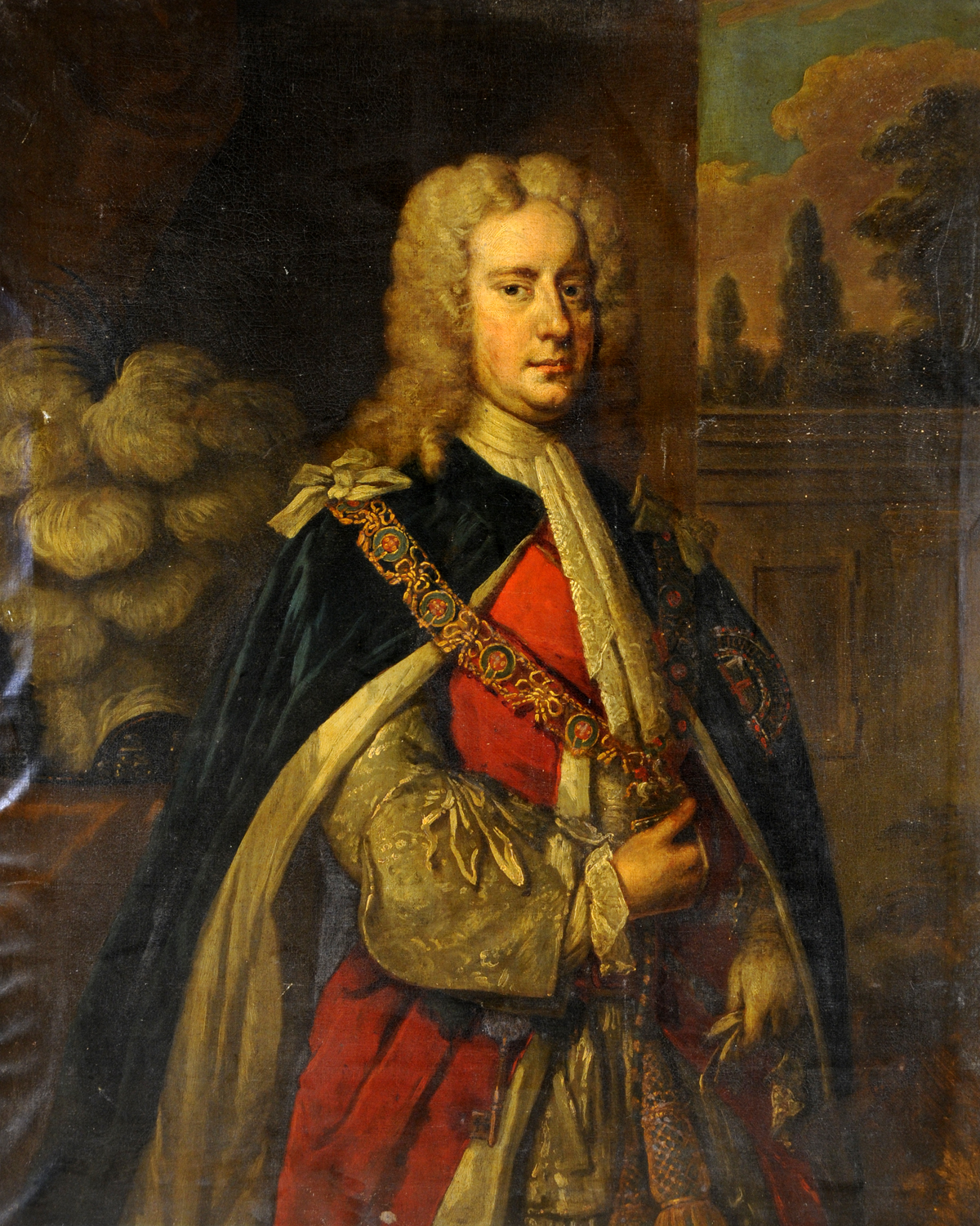
Charles Spencer, Sunderland 3. grófja portréja, Godfrey Kneller iskolájához köthető XVIII. századi olajfestmény

Charles Spencer (~1674 – 1722. április 19.)  1695-ben Tiverton képviselőjeként került be a parlamentbe. Apja 1702-es halálával örökölte a Sunderland grófja címet, így bekerült a Lordok Házába. 1706-ban déli államtitkárrá nevezték ki, és aktív szerepet vállalt az 1707-es unió létrehozásában, amely Angliát és Skóciát Nagy-Britanniává egyesítette. 1708-tól a Lord High Admiral tanácsadója. Miután 1710-ben a whigek el veszítették a hatalmat, visszavonult.
A hannoveri uralkodóház trónra kerülése után karrierje ismét fellendült, 1717-ben északi államtitkár lett, majd 1718-tól 1721-ig First Lord of the Treasury pozíciót töltött be, gyakorlatilag miniszterelnökként. Bár politikailag tehetséges és nagy műveltségű volt, személyisége – merevsége, nagyravágyása és hajthatatlansága – miatt népszerűtlen volt mind a parlamentben, mind az udvarban. A Spencer-család politikai felemelkedése, valamint a Marlborough családdal kötött házasságon keresztül megszerzett örökség révén jelentős befolyással rendelkezett. Jelentős magánkönyvtárat gyűjtött, és bőkezű mecénásként is ismerték.
A South Sea Bubble néven elhíresült pénzügyi összeomlás miatt 1721-ben lemondásra kényszerült, bár parlamenti vizsgálat nem talált ellene bizonyítékot korrupcióra. 1722 áprilisában, alig néhány hónappal lemondása után hunyt el. Házassága Anne Churchill-lel, Marlborough 1. hercegének leányával, biztosította, hogy utódai – köztük Marlborough 3. hercege – a Spencer-ágon keresztül örököljék a Churchill-hagyatékot is.

### Robert Spencer, Sunderland 4. grófja
Robert Spencer (1701. október 24. – 1729. szeptember 15.) 1722. április 19-én örökölte a Sunderland grófja és a Wormleighton Spencer bárója címeket. 1727. október 11-én ő töltötte be a ceremoniális Lord Carver tisztséget II. György koronázásán. 1729. szeptember 15-én lázas betegségben hunyt el Párizsban, 27 évesen. Ő volt Anne Churchill és a harmadik Sunderland gróf második fia – az első, szintén Robert, kilenc hónaposan hunyt el –, a harmadik, Charles örökölte a grófi címet.

### Charles Spencer, Sunderland 5. grófja
Innen Marlborough hercegei viselik a Sunderland grófja címet. A hercegi cím várományosa legidősebb fia udvariassági címként viselheti.

## Fordítás
- Ez a szócikk részben vagy egészben  az   Earl of Sunderland című angol Wikipédia-szócikk ezen változatának fordításán alapul.  Az eredeti cikk szerkesztőit annak laptörténete sorolja fel. Ez a jelzés csupán a megfogalmazás eredetét és a szerzői jogokat jelzi, nem szolgál a cikkben szereplő információk forrásmegjelöléseként.
- Ez a szócikk részben vagy egészben  az   Emanuel Scrope, 1st Earl of Sunderland című angol Wikipédia-szócikk ezen változatának fordításán alapul.  Az eredeti cikk szerkesztőit annak laptörténete sorolja fel. Ez a jelzés csupán a megfogalmazás eredetét és a szerzői jogokat jelzi, nem szolgál a cikkben szereplő információk forrásmegjelöléseként.
- Ez a szócikk részben vagy egészben  a   Robert Spencer, 1st Baron Spencer of Wormleighton című angol Wikipédia-szócikk ezen változatának fordításán alapul.  Az eredeti cikk szerkesztőit annak laptörténete sorolja fel. Ez a jelzés csupán a megfogalmazás eredetét és a szerzői jogokat jelzi, nem szolgál a cikkben szereplő információk forrásmegjelöléseként.
- Ez a szócikk részben vagy egészben  a   William Spencer, 2nd Baron Spencer of Wormleighton című angol Wikipédia-szócikk ezen változatának fordításán alapul.  Az eredeti cikk szerkesztőit annak laptörténete sorolja fel. Ez a jelzés csupán a megfogalmazás eredetét és a szerzői jogokat jelzi, nem szolgál a cikkben szereplő információk forrásmegjelöléseként.
- Ez a szócikk részben vagy egészben  a   Henry Spencer, 1st Earl of Sunderland című angol Wikipédia-szócikk ezen változatának fordításán alapul.  Az eredeti cikk szerkesztőit annak laptörténete sorolja fel. Ez a jelzés csupán a megfogalmazás eredetét és a szerzői jogokat jelzi, nem szolgál a cikkben szereplő információk forrásmegjelöléseként.
- Ez a szócikk részben vagy egészben  a   Robert Spencer, 2nd Earl of Sunderland című angol Wikipédia-szócikk ezen változatának fordításán alapul.  Az eredeti cikk szerkesztőit annak laptörténete sorolja fel. Ez a jelzés csupán a megfogalmazás eredetét és a szerzői jogokat jelzi, nem szolgál a cikkben szereplő információk forrásmegjelöléseként.
- Ez a szócikk részben vagy egészben  a   Charles Spencer, 3rd Earl of Sunderland című angol Wikipédia-szócikk ezen változatának fordításán alapul.  Az eredeti cikk szerkesztőit annak laptörténete sorolja fel. Ez a jelzés csupán a megfogalmazás eredetét és a szerzői jogokat jelzi, nem szolgál a cikkben szereplő információk forrásmegjelöléseként.
- Ez a szócikk részben vagy egészben  a   Robert Spencer, 4th Earl of Sunderland című angol Wikipédia-szócikk ezen változatának fordításán alapul.  Az eredeti cikk szerkesztőit annak laptörténete sorolja fel. Ez a jelzés csupán a megfogalmazás eredetét és a szerzői jogokat jelzi, nem szolgál a cikkben szereplő információk forrásmegjelöléseként.
- Ez a szócikk részben vagy egészben  a   Charles Spencer, 3rd Duke of Marlborough című angol Wikipédia-szócikk ezen változatának fordításán alapul.  Az eredeti cikk szerkesztőit annak laptörténete sorolja fel. Ez a jelzés csupán a megfogalmazás eredetét és a szerzői jogokat jelzi, nem szolgál a cikkben szereplő információk forrásmegjelöléseként.